# Прекрасная смоковница
«Прекрасная смоковница» (фр. La belle personne) — французский драматический фильм 2008 года, режиссёра Кристофа Оноре. Осовремененная вольная адаптация исторического романа Мадам де Лафайет — «Принцесса Клевская». В ролях: Луи Гаррель, Леа Сейду, Грегуар Лепренс-Ренге и другие. Три номинации на премию «Сезар».

## Сюжет
Во французской школе появляется новая ученица Жуни — 16-летняя кузина Маттиаса, у которой умерла мать, и она переехала к брату. Печальная девушка сразу начинает нравиться многим парням в классе, и даже начинает встречаться с одним из них, Отто. Но вскоре она видит учителя итальянского языка Немура, и начинает сомневаться в своих чувствах к Отто. Немур, в свою очередь, сильно меняется в своём отношении к двум женщинам.

## В ролях
- Луи Гаррель — Немур
- Леа Седу — Жуни
- Грегуар Лепренс-Ренге — Отто
- Эстебан Карвахаль-Алегрия — Маттиас
- Симон Трухильо — Анри
- Агат Боницер — Мари
- Анаис Демустье — Катрин
- Валери Ланг — Флоренс Перрин
- Эстер Гаррель ― Эстер